# Rada pro lidská práva

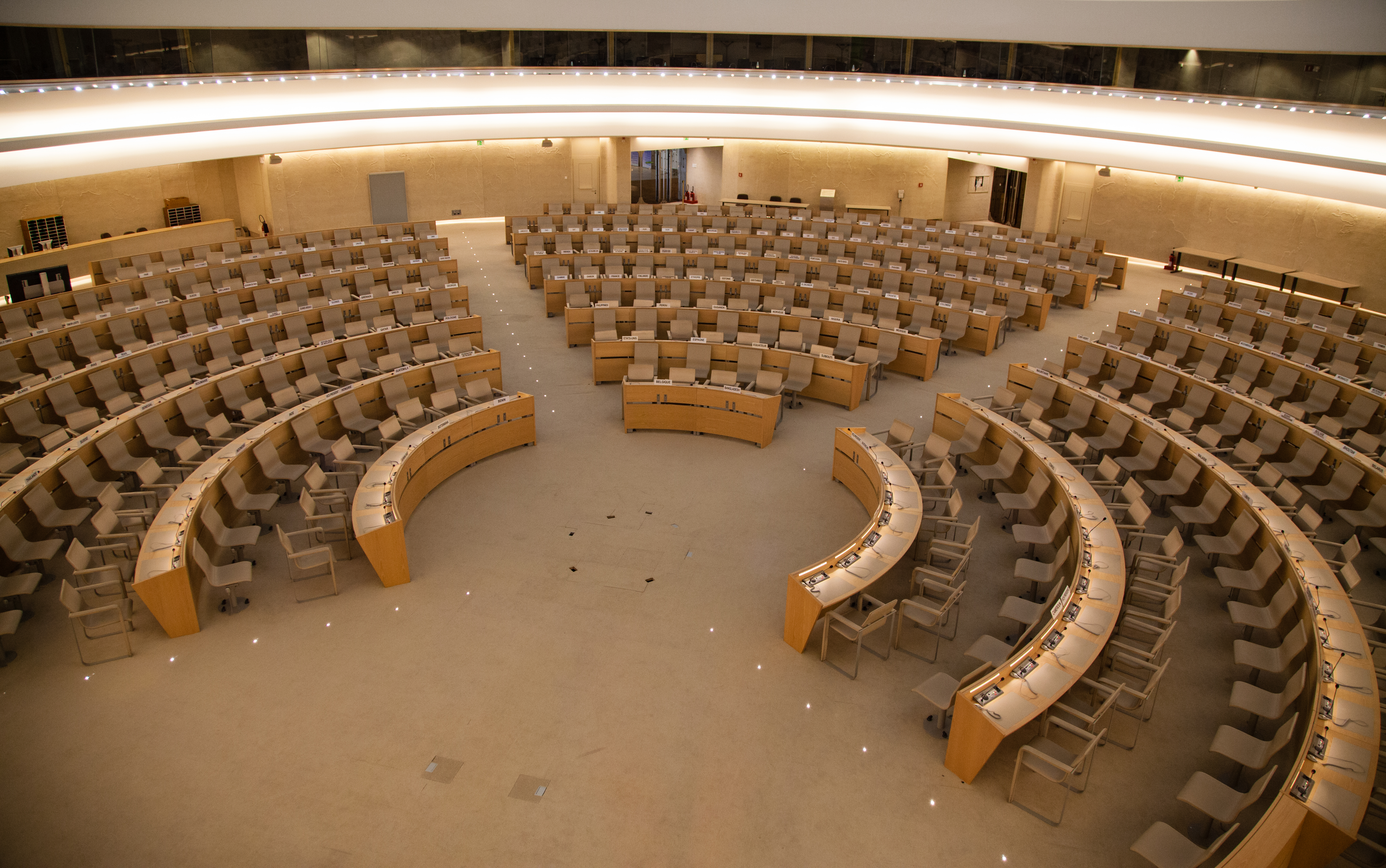
Zasedací místnost v Paláci národů v Ženevě

Rada pro lidská práva (anglicky Human Rights Council, zavedená zkratka HRC nebo UNHRC) je jedním z nejvýznamnějších orgánů Organizace spojených národů a pomocným orgánem jeho Valného shromáždění. Je nástupkyní Komise OSN pro lidská práva, kterou nahradila roku 2006 na základě rezoluce Valného shromáždění. Rada dohlíží na dodržování lidských práv ve světě a podává o situaci v jednotlivých zemích zprávy. Zaměřuje se mimo jiné na svobodu shromažďování a spolčování, svobodu slova, svobodu vyznání, ženská práva, práva sexuálních menšin a práva rasových a etnických menšin. Rada pro lidská práva má 47 členů, kteří jsou na tři roky voleni Valným shromážděním.

## Vnitřní organizace
Členové rady jsou voleni tajným hlasováním Valného shromáždění na tři roky. Úroveň dodržování lidských práv v dané zemi nemá zásadní vliv na to, jestli může být země členem Rady pro lidská práva, opakovaně se tak stává, že do Rady jsou zvoleny státy jako Čínská lidová republika, Saúdská Arábie nebo Kuba které patří ke státům, které jsou často kritizovány pro porušování lidských práv. Každý rok se část obmění. Stejně jako v jiných orgánech jsou křesla trvale rozdělena podle regionů OSN: třináct členů je z Afriky, třináct z Asie, šest z „východní Evropy“, osm z Latinské Ameriky a Karibiku a sedm ze skupiny západní Evropy a zbytku světa. Rada může dvěma třetinami hlasů pozastavit členská práva členskému státu Rady, který hrubě porušuje lidská práva. Česká republika byla členským státem v letech 2006–2007 (část prvotních členů byla zvolena na kratší období, aby se státy obměňovaly postupně) společně s Polskem, v letech 2012–2014 s Rumunskem, a v letech 2019–2021 s Bulharskem.

## Činnost
Rada pro lidská práva se schází třikrát do roka, v březnu, červnu a září. Zabývala se již situací mj. v Barmě, Guineji, Íránu, Kyrgyzstánu, Libyi, Pobřeží slonoviny, Severní Koreji, na Srílance a v Sýrii. V minulosti byla kritizována představiteli OSN, Evropské unie, Kanadou a Spojenými státy americkými za nepřiměřené řešení izraelsko-palestinského konfliktu. Vláda George Bushe HRC bojkotovala. Od roku 2009 naopak Spojené státy představují v Radě vůdčí roli.

## Události
20. června 2018 Spojené státy oznámily odchod z Rady poté, co chod rady opakovaně kritizovaly pro „chronickou zaujatost“ proti Izraeli. Staly se tak první zemí, která Radu opustila dobrovolně.
USA byly členem pro období 2016–19.
8. dubna 2022 bylo rozhodnutím Valného shromáždění OSN dočasně vyloučeno z Rady Rusko kvůli porušování lidských práv v průběhu ruské invaze na Ukrajinu.
10. května 2022 byla zvolena Česká republika do Rady, kde nahradila Rusko.